# تپه کوه سنگر
تپه کوه سنگر مربوط به دوره اشکانیان است و در شهرستان ابهر، بخش مرکزی، دهستان صایین قلعه، ۱ کیلومتری شمال روستای کوه زین واقع شده و این اثر در تاریخ ۲۶ اسفند ۱۳۸۶ با شمارهٔ ثبت ۲۲۱۹۸ به‌عنوان یکی از آثار ملی ایران به ثبت رسیده است.